# Quiévrain
Quiévrain (en picard Kievrin) és un municipi belga de la província d'Hainaut a la regió valona. Està compost per les seccions d'Audregnies, Baisieux i Quiévrain. L'1 de gener del 2024 tenia 6.872 habitants. És veí del municipi francès de Quiévrechain.